# 布洛傑特蘭丁 (新罕布什爾州)
布洛傑特蘭丁（英語：Blodgett Landing）是位於美國新罕布什爾州梅里馬克縣的普查規定居民點。

## 人口
根據2020年美國人口普查的數據，布洛傑特蘭丁的面積為0.75平方千米，皆為陸地。當地共有人口152人，而人口密度為每平方千米202.67人。